# 基什 (伊朗)

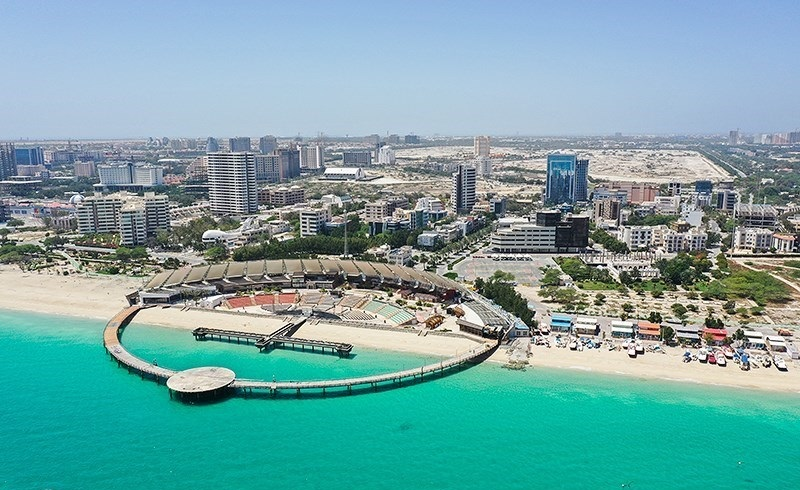
基什市鳥瞰

基什是伊朗霍爾木茲甘省的城市，位於該國南部基什島，距離荷姆茲甘省首府阿巴斯港約230公里，處於海拔水平面，市內有機場設施，2006年人口20,667。

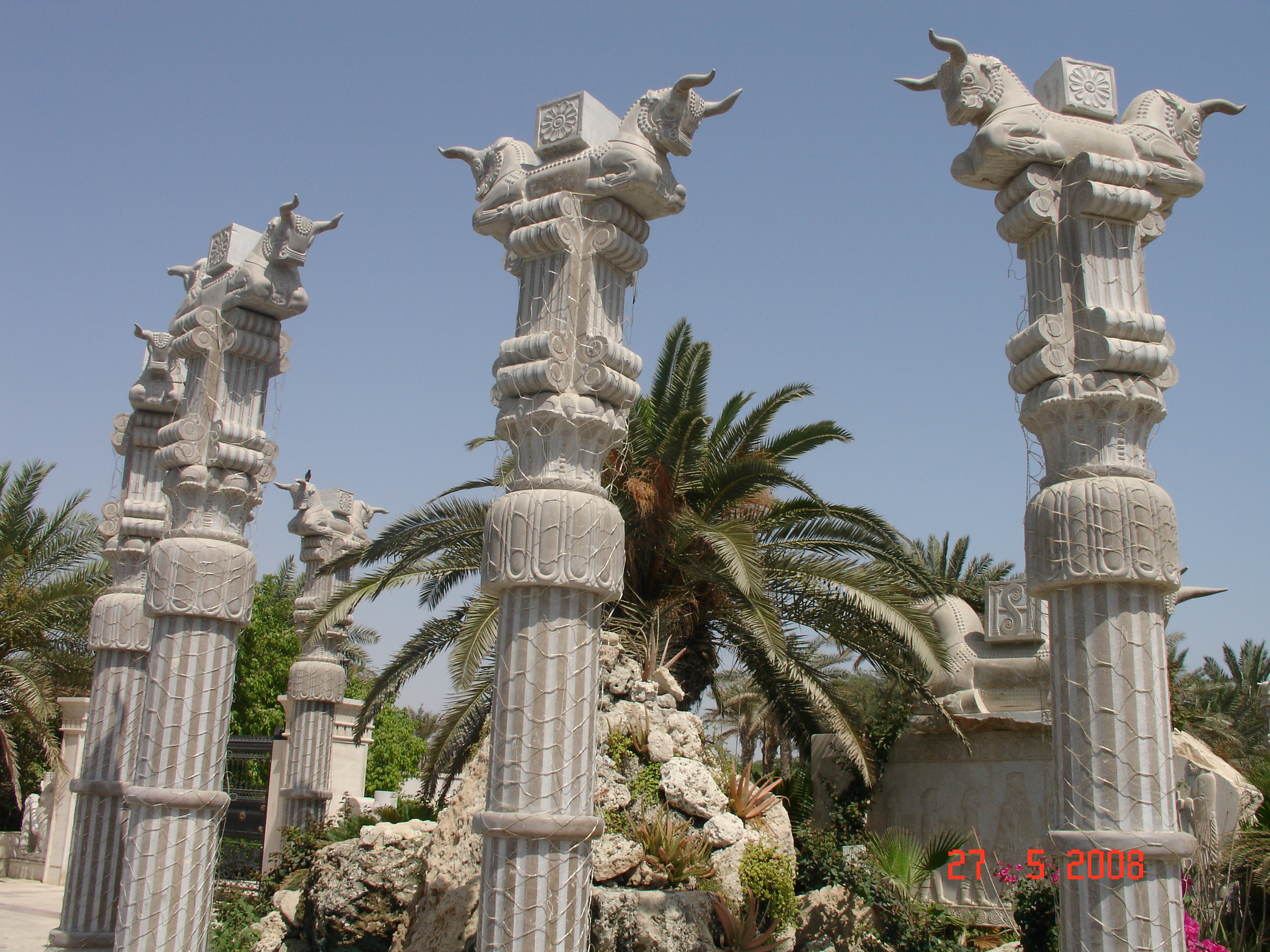
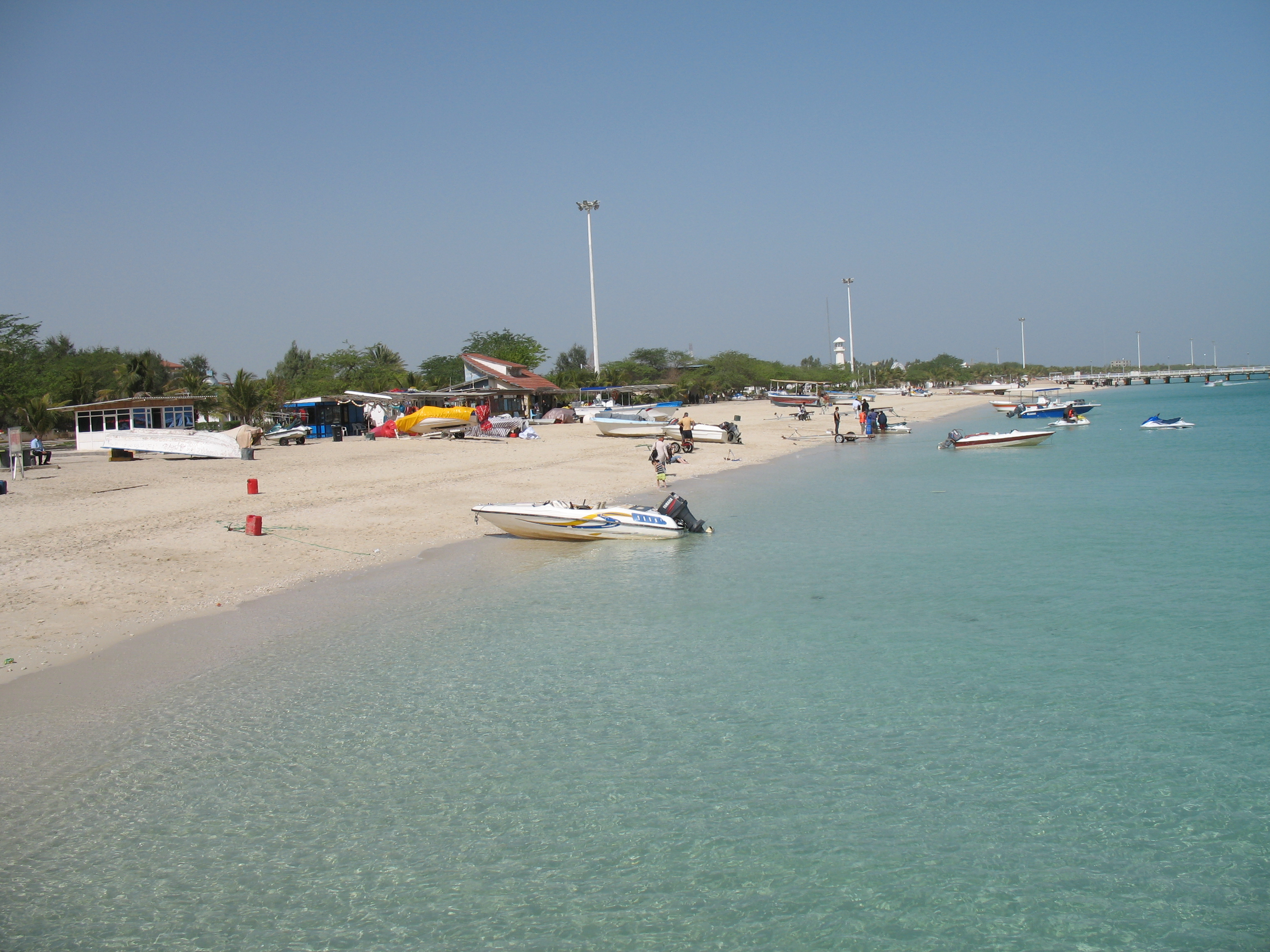
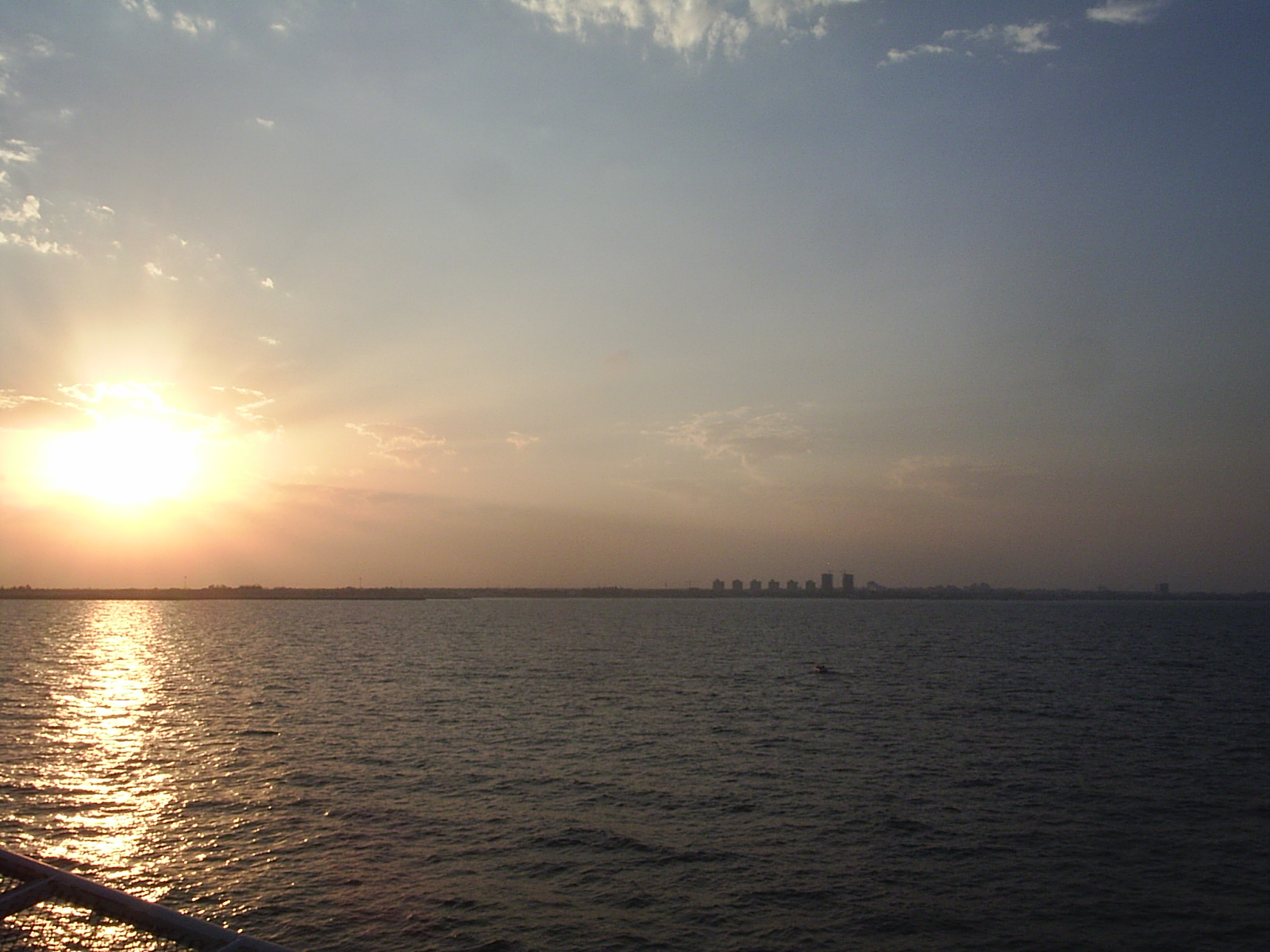
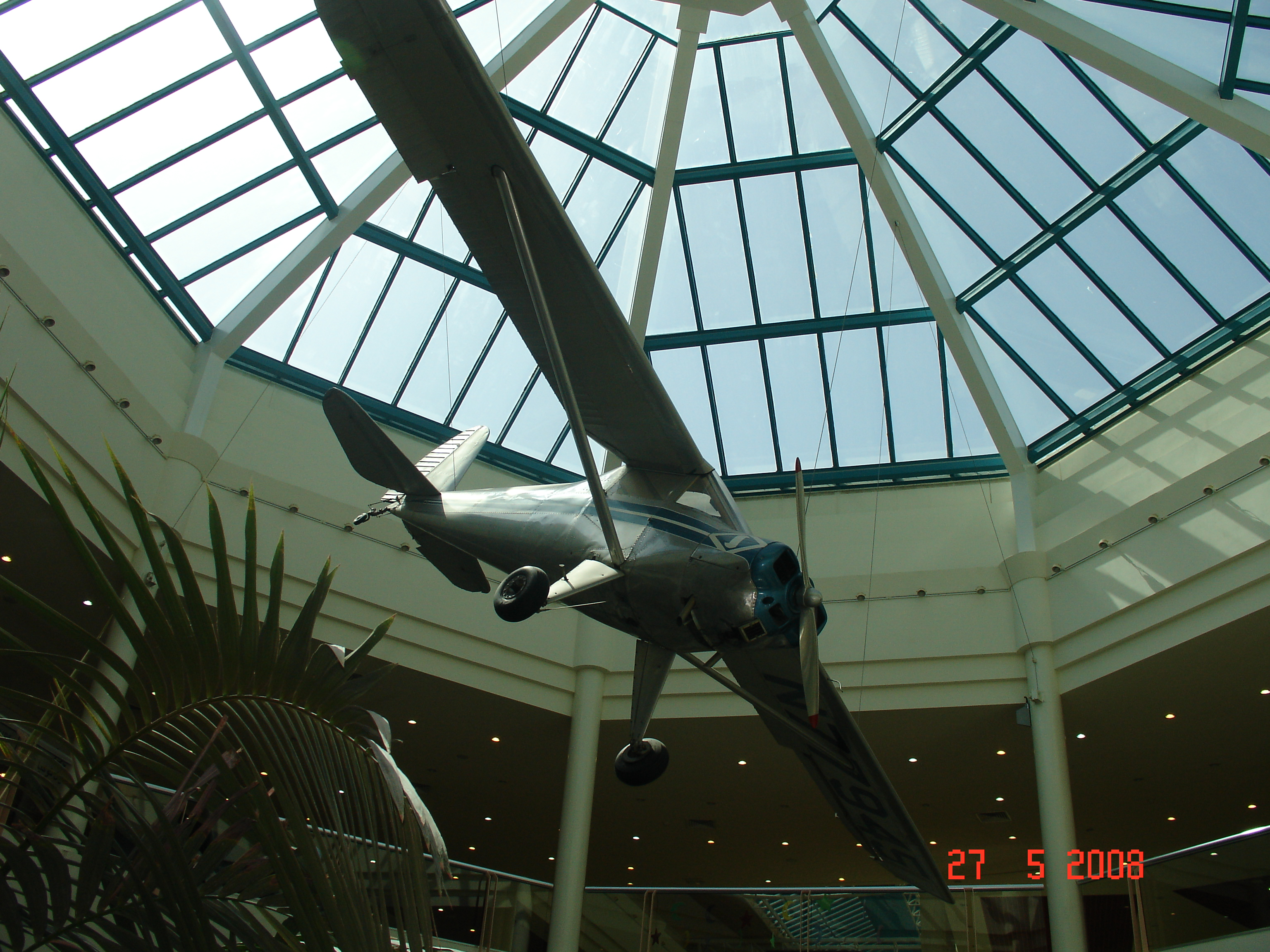
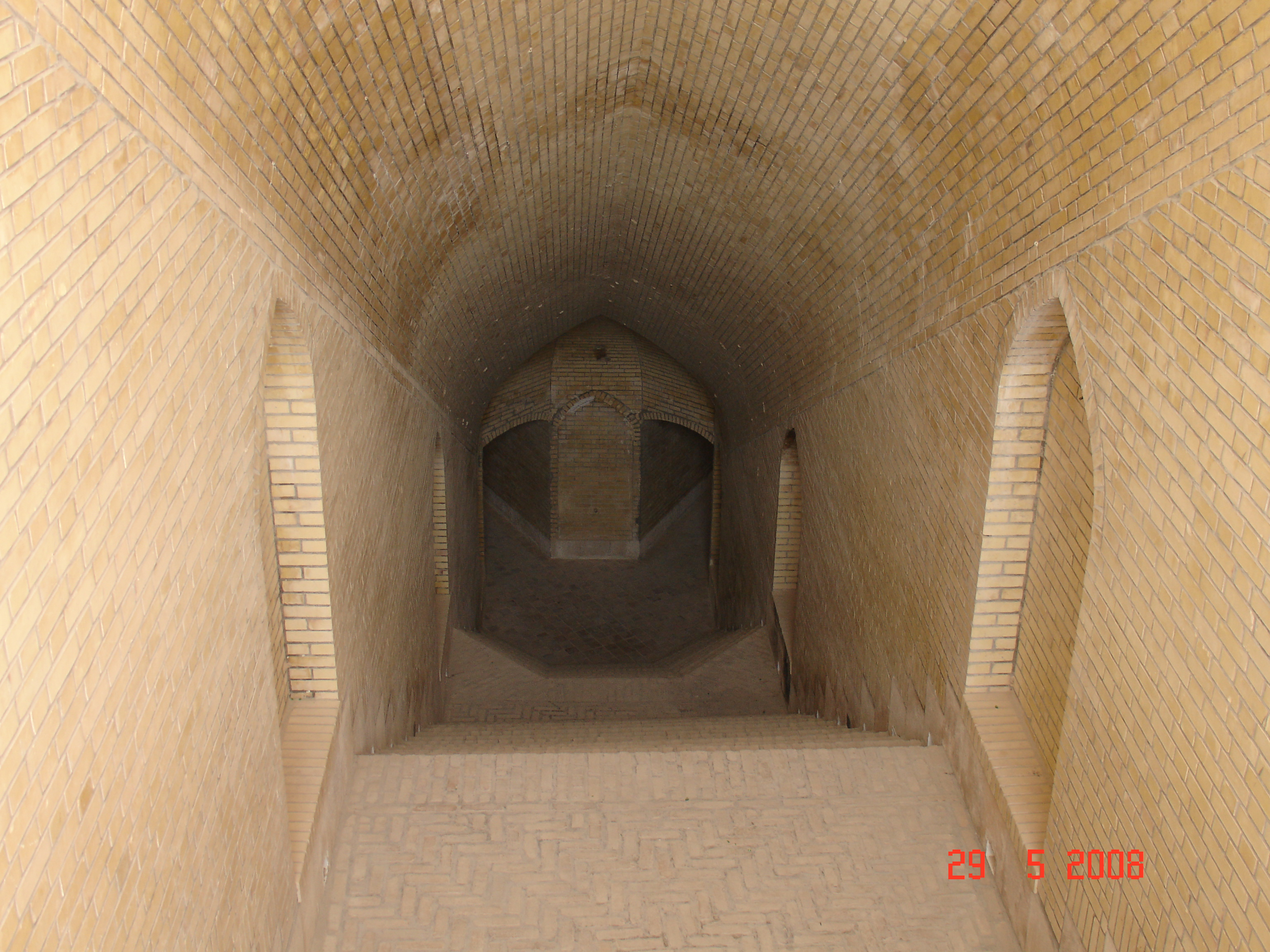
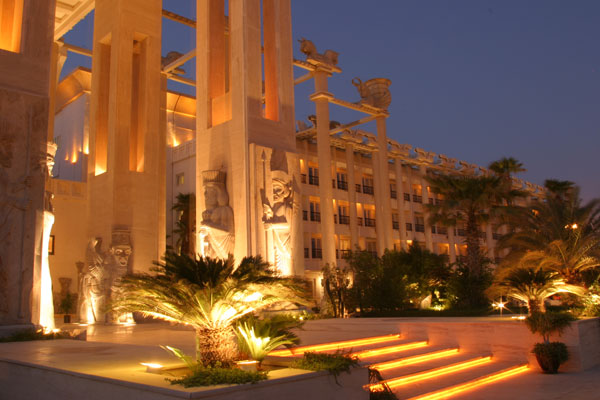
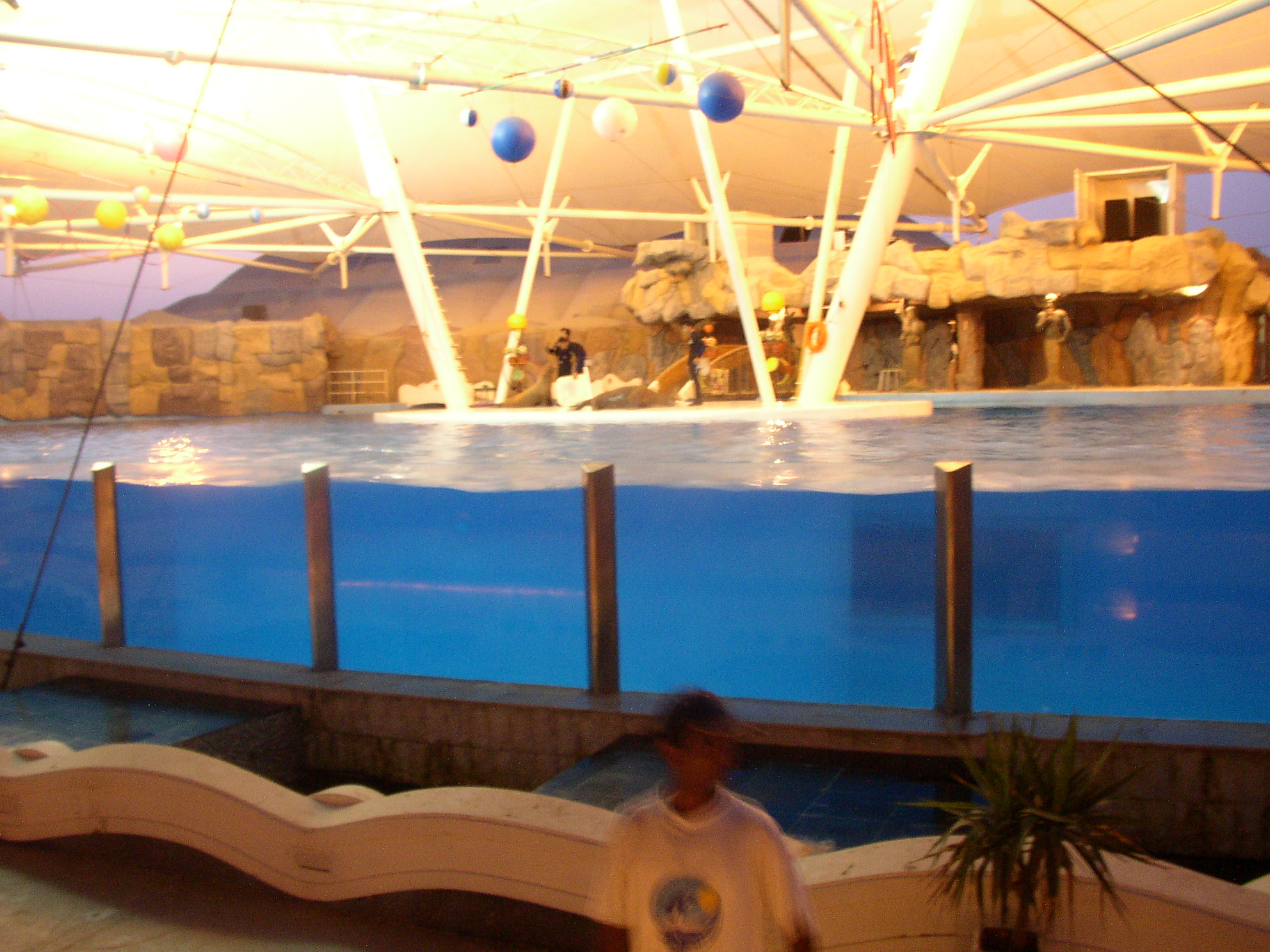

## 外部連結
- کیش kish tourist guide
- تور کیش